# Ардаган (1910)
«Ардаган» (азерб. اردغان, Ərdəğan) — канонерський човен Російського імператорського, азербайджанського та радянського флоту.

## Будівництво
Човен закладено в грудні 1908 року (Нове Адміралтейство, Санкт-Петербург), а в липні 1909 року включено до списків флоту. Спущено на воду 12 вересня 1909 року. Включено до складу флоту в липні 1910 року. Ранньою весною 1911 року проведені швартові випробування. З 28 квітня по 7 липня 1911 року по внутрішнім водним шляхам переведено на Каспійське море в Каспійську флотилію Російського імператорського флоту. З 1912 року командиром "Ардагана" призначено П. А. Вейнер.

## Служба

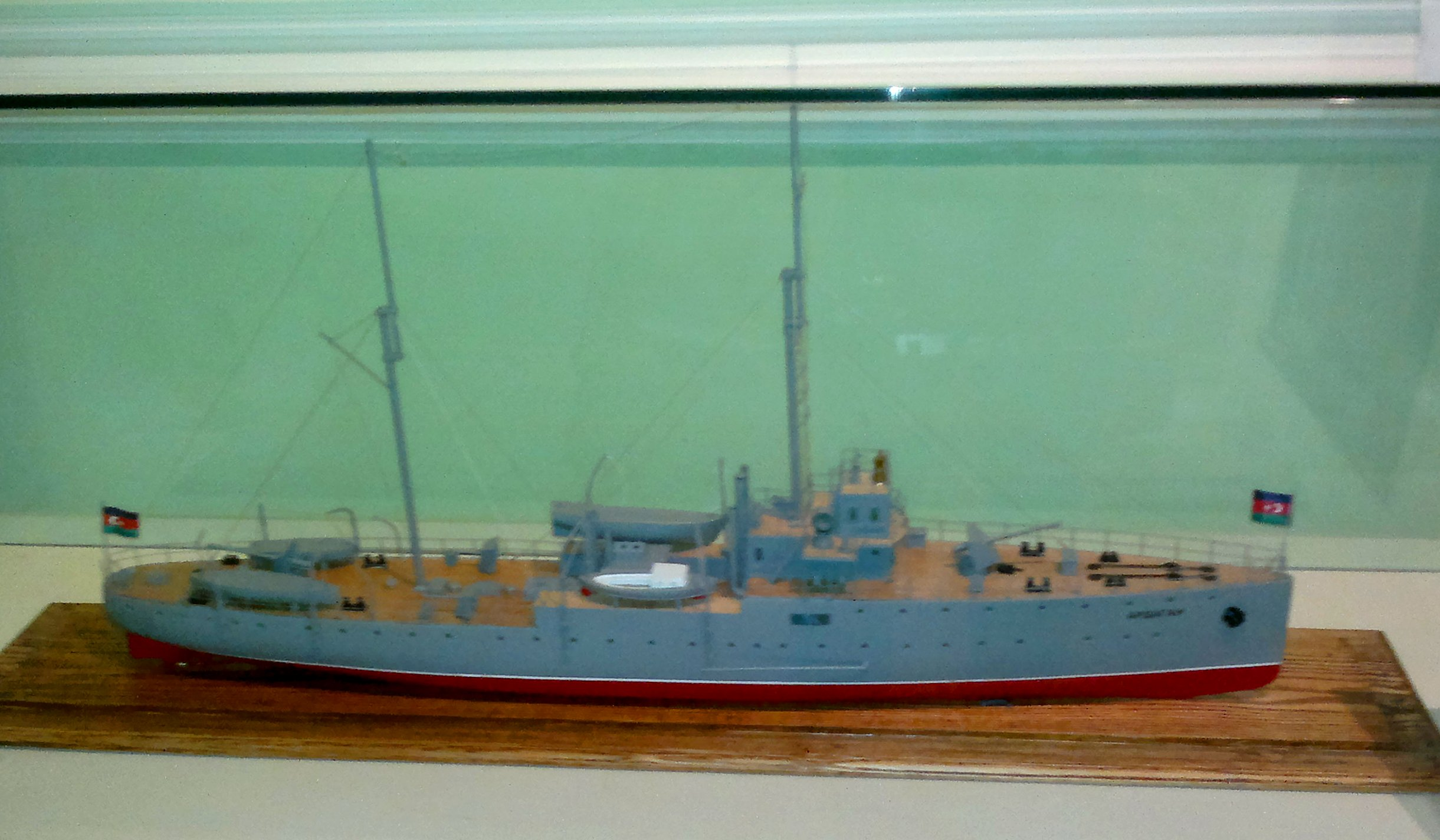
Макет «Ардагана» з прапорами АДР, виставлений у Музеї історії Азербайджана

У червні 1916 року для посилення на Чорному морі протичовнової оборони з «Ардагана» зняли кормові 120-мм. і 75-мм. гармати, щоб встановити їх на транспортні судна, і тільки в червні 1918 року корабель доозброїли двома 102-мм. гарматами. У тому ж році була проголошена незалежність Азербайджанської Демократичної Республіки (АДР).
У серпні 1919 року, після відступу з країни британських сил, військовим міністром АДР був сформований Військовий порт і реорганізована Каспійська військова флотилія, у складі якої була і канонерський човен «Ардаган» Також до складу флотилії увійшли: канонерський човен «Карс», посильні та допоміжні судна — «Астрабад», «Аракс», «Нарген» та інші.
Наприкінці квітня 1920 року Азейбарджан окупували сили РРФСР. А канонерський човен «Ардаган» після ремонту з 19 травня 1920 року увійшла до складу Червоного флоту Азербайджанської РСР, а потім в Морські сили Каспійського моря під ім'ям «Троцький».
1 лютого 1927 року корабель перейменували на «Червоний Азербайджан». Пройшов капитальний ремонт у 1925—1927 роках.
27 червня 1931 року корабель перейшов до складу перейменованої з Морських сил Каспійського моря Каспійської флотилії.
З 1938 по 1940 рік — капітальний ремонт.
У роки німецько-радянської війни забезпечував і перевезення на Каспійському морі.
29 грудня 1954 року виведена з бойового складу і перекласифіковано у плавучу казарму (ПКЗ). З 13 травня 1955 року — ПКЗ-101.
18 листопада 1959 року виключений зі списків ВМФ і здана в відділ фондового майна для оброблення на метал.